# Маріанна Сеоане
Маріанна Сеоане Гарсия (ісп. Mariana Seoane García; 10 червня 1976, Мехіко) — мексиканська актриса та співачка.

## Біографічні відомості
Народилася 10 червня 1976 року в місті Паракуаро, Мічоакан, Мексика. З дитинства вона обожнювала заводні ритми кумбію. Її мати була аргентинка, а батько мексиканець кубинського походження. Вони ніколи не розуміли пристрасті дочки до кумбії, але і не чинили їй перешкод. Маріанна відправилася до телекомпанії «Телевіса», сподіваючись, що їй випаде можливість проявити себе у світі музики. Однак, під час занять зі сценічного мовлення, один з її викладачів переконав дівчину, що у неї акторський талант. Маріанна вирішила що, на шляху до успіху в музиці, як у коханні і на війні, всі засоби хороші й дебютувала як актриса.
Маріанна Сеоане, відома глядачам по ролі графині Адріани де Астольфа в серіалі «Циганська любов» з Маурісіо Іслас, рік тому[коли?] вирішила спробувати свої сили на музичному терені, випустила вже два диски і схоже, глядачі приймають цю нову грань її обдарування на « ура „, а багато критики навіть називаю т її“ новою королевою кумбію „, хоча сама Сеоане, прихильниця таких груп як“ ″La Sonora Margarita», «Los Angeles Azules», "Rayito Colombiano «і» Los Angeles Negros ", стверджує, що її музика— це суміш кумбію, сальси, нортеньо і поп-музики. Нещодавно, а саме двадцять дев'ятого червня, Маріанна відвідала чат Унівісьон та поспілкувалася зі своїми шанувальниками. Але перш ніж розповісти вам, про що ця красуня розмовляла з фанатами, розповімо трохи про неї саму.
Почавши з невеликих ролей у серіалах «Любовна пісня», «Сімейний портрет», «Нічийні діти», згодом вона зіграла негативних героїнь у теленовела «Моя маленька пустунка» і «Три жінки». Потім їй, нарешті, довелося виконати романтичну роль у теленовелі «Циганська любов».
А потім доля подарувала їй роль в інтерактивній теленовели «Ребека», яка прославила його в США. Після цього дівчина, нарешті, наважилася приступити до здійснення найголовнішої своєї мрії і в 2004 році випустила перший диск під назвою «Я буду хорошою дівчинкою» (Sere una nina buena), який припав до смаку публіці— було продано сто тисяч примірників, а трохи пізніше і другий, який, не мудруючи лукаво назвала просто «La nina buena».
«Atrevete a mirarme de frente» так називається перший сингл з нового альбому мексиканської співачки і актриси Маріан Сеоане. Це рімейк пісні, яку кілька років тому випустила колумбійська група Los Warahuaco. Зараз Маріана грає в теленовели «Tormenta en el paraiso», де її героїня Маура — негативний персонаж. Але, попри це, Маура заслужила велику любов телеглядачів. Новий сингл Маріан хоч і не є заголовної темою новели, але теж звучить в ній.
Перший альбом не тільки був добре прийнятий публікою а й приніс Маріані премії «Ло Нуестра», «Тв і Новелас» і «Фуріа Мусікаль» в категорії «співачка-відкриття року». Напевно Хуан Габріель, знаменитий «El divo de Juarez» подарував Маріані одну зі своїх пісень і що став в деякому роді її «музичним хрещеним» (найближчим часом він пропонує Маріані заспівати Пісню Рафаель Кара «Лукас») залишився задоволений своєю підопічною.

## Фільмографія
1. Земля надії / Tierra de esperanza (2023) — Bernarda Rangel
2. Удача Лолі / La suerte de Loli (2021) — Melissa Quintero de Torres
3. Preso No.1 (2019) — Pía Bolaños
4. El recluso (2018) — Roxana Castañeda
5. Володар неба / El señor de los cielos (2017) — María Isabel «Mabel» Castaño Vda. de Roberts / Ninón de la Vielle
6. El Chema2 (2016—2017) — María Isabel «Mabel» Castaño Vda. de Roberts
7. Hasta el fin del mundo (2014—2015) — Silvana Blanco Cabrera / Silvana Ripoll Cabrera
8. La Tempestad (2013) — Romina (Antagonist)
9. Заради неї я Єва / Por Ella Soy Eva (2012) — Rebecca Oropeza (Main Antagonist)
10. Море кохання / Mar de Amor — Oriana Parra-Ibañez Briceno (2009—2010)(Co-Protagonista)
11. Завтра – це назавжди / Mañana es para siempre — Chelsy (Actuacion Especial)
12. Tormenta en el Paraiso — Maura Durán/Karina Rosemberg (Main Antagonist)
13. «Fea más bella, La» (2006—2007) — Karla
14. «Rebeca» (2003) — Rebeca Linares
15. «Diseñador ambos sexos» (2001)
16. Жінка, випадки з реального життя / Mujer, casos de la vida real (2001, 2 епізоди)
17. «Atrévete a olvidarme» (2001) — Ernestina Soto
18. «Amor gitano» (1999) — Adriana
19. «Tres mujeres» (1999) — Marcela Duran
20. «Mi pequeña traviesa» (1998) — Bárbara
21. «Hijos de nadie, Los» (1996) — Sandra

## Альбомы
- La Nica Buena (2005)
- Esta de Fiesta… Atrevete!!!  (2007)
- Sere Una Nina Buena (2003)
- Con Sabor A… (2006)

## Статті
- https://web.archive.org/web/20071017102842/http://revistafama.com/articulo.asp?id=3321
- https://web.archive.org/web/20071017102855/http://revistafama.com/articulo.asp?id=840
- https://web.archive.org/web/20071017102826/http://revistafama.com/articulo.asp?id=297

## Офіційні вебсайти
- http://www.imdb.com/name/nm0784589/ [Архівовано 21 травня 2012 у Wayback Machine.]
- http://www.alma-latina.net/01actresses/m/mariana_seoane.shtml [Архівовано 14 квітня 2017 у Wayback Machine.]